# Galambos Péter (rendező)
Galambos Péter (Budapest, 1962. október 26. –) magyar színházi rendező, drámaíró, díszlettervező, festő és grafikus.

## Életpályája
Galambos Péter a Képző- és Iparművészeti Szakközépiskola alkalmazott grafika szakán tanult, majd 1992-ben a Színház- és Filmművészeti egyetem rendező szakán végzett. Dolgozott filmgyári asszisztensként, 1996-1998. között volt art director a Sky Filmnél, majd 1999-2000. között a Budapesti Objektív Csatorna adásrendezője volt.[forrás?]
1992-től dolgozik színházi rendezőként és díszlettervezőként. Számos előadást hozott létre többek között a Veszprémi Petőfi Színház, a Zsámbéki Színházi és Művészeti Bázis, a Bárka Színház, a székesfehérvári Vörösmarty Színház, tatabányai Jászai Mari Színház, az egri Gárdonyi Géza Színház, a Szegedi Nemzeti Színház, a Centrál Színház, a debreceni Csokonai Nemzeti Színház, Pesti Magyar Színház és a Nemzeti Színház társulatainak művészeivel.

## Művészetéről
Galambos Péter rendező-író – állandó szerző-alkotótársával, Kovács-Cohner Róberttel – régtől fogva elhivatottan kutatja, velejárója-e a teljes merítésében ihletett művészéletvitelnek, az elkárhozás? (...) Galambos Péter színpada misztikus tér: szürreális tartalmakkal megtöltött kubista építmény, ami több díszletnél: folytonos átváltozásban lévő drámainstalláció. Annyira meghatározó a kompozícióképző ereje, hogy összerendezettnek érezzük általa a felidézett valóságfoszlányokat: akárha egy eleven test bőrfelülete lenne, amelybe injekcióként lövődnek be a valóságelemek, s a benn elegyedő komponensek – Melis László zenéje támogatásával – megteremtik a szervezet békéjét, a józan harmóniát.
Galambos Péter előadása összművészeti hatásra törekvő, önvallomás-jellegű performansz. Széttartó, és csomópontok köré sűrűsödő látomások szigorúan komponált, szaggatott zuhataga. Szakrális és groteszk, éteri és buja, robusztus és melankolikus. A mostani rendezéssel a művészidentitást ábrázoló képtára (a POSZT-díjazott Trió – Vörösmarty Színház, Székesfehérvár, Jászai – Csokonai Színház, Debrecen) triptichonná teljesedett.

## Színházi munkái
A Színházi adattárban regisztrált bemutatóinak száma: rendezőként 32, díszlettervezőként 50, szerzőként 13.
- Georg Büchner: Leonce és Léna rendező, díszlettervező (1991, Ódry Színpad)
- Szerb Antal: Utas és holdvilág rendező, díszlettervező, színpadra alkalmazta (1995. Móricz Zsigmond Színház)
- Henrik Ibsen: Peer Gynt rendező, díszlettervező, színpadra alkalmazta (1996. kecskeméti Katona József Színház)
- Anton Pavlovics Csehov: Ványa rendező, díszlettervező, színpadra alkalmazta (1997. kecskeméti Katona József Színház)
- Frici (Karinthy Frigyes-kabaré) rendező, díszlettervező, színpadra alkalmazta (1998. kecskeméti Katona József Színház)
- Senki földje (Casablanca) rendező, díszlettervező, színpadra alkalmazta (1999. Móricz Zsigmond Színház)
- Magyar Panteon (Örkény István műveiből) rendező, díszlettervező, színpadra alkalmazta (2000. Madách Színház, Stúdió)
- Füst Milán: A feleségem története rendező, díszlettervező, színpadra alkalmazta (2001. Jászai Mari Színház, Népház)
- Férjek (Cassavetes forgatókönyve alapján) rendező, díszlettervező, színpadra alkalmazta (2001. Gárdonyi Géza Színház)
- Molnár Ferenc: Az üvegcipő rendező, díszlettervező (2002. Jászai Mari Színház, Népház)
- Szép Ernő: Ádámcsutka rendező, díszlettervező, színpadra alkalmazta (2002. Új Színház)
- Heinrich Böll: Katharina Blum elvesztett tisztessége rendező, díszlettervező (2003. Gárdonyi Géza Színház)
- William Shakespeare: Szeget szeggel rendező, díszlettervező (2003. Vörösmarty Színház)
- Németh Ákos: Müller táncosai rendező, díszlettervező (2003. Veszprémi Petőfi Színház)
- Müller Péter: Részeg józanok rendező, díszlettervező, színpadra alkalmazta (2004. Budapesti Kamaraszínház - Shure Stúdió)
- William Shakespeare: Szentivánéji álom rendező, díszlettervező, színpadra alkalmazta (2004. Vörösmarty Színház)
- Henrik Ibsen: Nóra rendező, díszlettervező, színpadra alkalmazta (2005. Soproni Petőfi Színház)
- Anton Pavlovics Csehov: Platonov rendező díszlettervező, színpadra alkalmazta (2005. Zsámbéki Színházi és Művészeti Bázis)
- Molnár Ferenc: Az üvegcipő rendező, díszlettervező (2005. Veszprémi Petőfi Színház)
- Szép Ernő: Ádámcsutka rendező, díszlettervező, színpadra alkalmazta (2006. Veszprémi Petőfi Színház)
- Edward Albee: Kényes egyensúly rendező, díszlettervező (2006. Szegedi Nemzeti Színház)
- Tasnádi István: Titanic vízirevü rendező, díszlettervező (2008. temesvári Csiky Gergely Állami Magyar Színház)
- Kovács-Cohner Róbert: Élektra rendező (2009. Vörösmarty Színház)
- Molnár Ferenc: Játék a kastélyban rendező (2009. Vörösmarty Színház)
- Füst Milán: A feleségem története rendező, színpadra alkalmazta (2010. Magyar Színház)
- Israela Margalit(wd): Trió rendező, díszlettervező (2011. Vörösmarty Színház)
- Galambos Péter - Kovács-Cohner Róbert: Jászai rendező, szerző (2012. Csokonai Nemzeti Színház)
- Galambos Péter - Kovács-Cohner Róbert: Na' Conxypanban hull a hó rendező, díszlettervező, szerző (2012. Csokonai Nemzeti Színház)
- Tanár úr kérem, minden másképpen van! (Karinthy Frigyes-kabaré) rendező, színpadra alkalmazta (2013. Vörösmarty Színház)
- Israela Margalit: Trió rendező, díszlettervező (2013. Vilniaus mažasis teatras(lt))
- Vajda János: Mario és a varázsló rendező, díszlettervező (2013. Magyar Állami Operaház, Erkel Színház)
- Bartók Béla: A kékszakállú herceg vára rendező, díszlettervező (2013. Magyar Állami Operaház, Erkel Színház)
- Galambos Péter - Kovács-Cohner Róbert: Boldogságlabirintus rendező, díszlettervező, szerző (2014. Nemzeti Színház)
- Vladislav Vančura - Ernyei Bea - Galambos Péter: Szeszélyes nyár rendező, díszlettervező, szerző (2015. Nemzeti Színház)
- Bereményi Géza: Shakespeare királynője rendező, díszlettervező (2016. Városmajori Szabadtéri Színpad, kaposvári Csiky Gergely Színház)[6]
- Csak szólani egy szót mint ember (Szép Ernő szövegeiből színpadra alkalmazta Ernyei Bea, Galambos Péter) rendező, színpadra alkalmazta (2017. Nemzeti Színház)
- Ványa bácsik, avagy Nyaralj ködben rendező, színpadra alkalmazta (2017. RS9 Színház)
- Henry Farrell - Ernyei Bea - Galambos Péter: Mi történt Baby Jane-nel? rendező, díszlettervező, szerző (2018. Népszínház, Szabadka)
- Galambos Péter - Kovács-Cohner Róbert: Na' Conxypanban hull a hó rendező, díszlettervező, szerző (2018. Színház- és Filmművészeti Egyetem)

## Kiállításai
- "Az apokalipszis érdeklődés hiányában elmarad" (2007. Thália Színház - előcsarnok, Veszprémi Petőfi Színház)
- "De Profundis" (2008. Klauzál Gábor Budafok-Tétény Művelődési Központ, Bárka Színház)